# Spinal Tap (film)
Spinal Tap (originaltitel: This Is Spinal Tap eller This Is Spın̈al Tap) är en amerikansk satirisk film och mockumentär, från 1984 i regi av Rob Reiner.

## Handling
Det avdankade brittiska rockbandet Spinal Tap börjar någon gång på 1980-talet att inse att deras glansdagar sedan länge är passerade ett före detta fan dokumenterar deras comeback-turné tvärs över USA.
Dock kommer allt som kan gå fel att gå fel då det visar sig att både bandet och världen runt omkring dem förändrats sedan sist. Munsår, dåliga recensioner, bråk, svartsjuka, krånglande utrustning, missförstånd, svikande fans, en Yoko Ono-liknande flickvän och en synnerligen svårhittad sceningång är några av de missöden som drabbar bandmedlemmarna under deras resa.

## Om filmen
Spinal Tap är ett fiktivt band som skapades av bland andra Rob Reiner, Christopher Guest och Harry Shearer för att åskådliggöra hur larviga, diviga och självcentrerade många av nöjesvärldens personligheter kan vara. En känd scen är när Nigel Tufnel visar upp sina gitarrer och en förstärkare vars volymkontroll är graderad till 11.
Konceptet mockumentär var vid tiden som filmen kom ut för många obekant och att allt var på låtsas gick många förbi. Spinal Tap tog då steget ut från filmen och blev ett riktigt turnerande band som släppte ett antal skivor. Filmen är mycket uppskattad i musikerkretsar och många rockmusiker har sagt att filmen ligger skrämmande nära deras egna upplevelser. The Edge har sagt att han grät när han såg filmen för att den låg för nära verkligheten.[källa behövs]

## Rollista i urval
- Michael McKean - David St. Hubbins
- Christopher Guest - Nigel Tufnel
- Harry Shearer - Derek Smalls
- Bruno Kirby - Tommy Pischedda
- Rob Reiner - Marty Dibergi
- R.J. Parnell - Mick Shrimpton
- Billy Crystal - Mimare 1
- Dana Carvey - Mimare 2
- Ed Begley Jr. - John Pepys
- Paul Shaffer - Artie Fufkin, Polymer Records
- Fran Drescher - Bobbi Flekman
- Tony Hendra - Ian Faith
- June Chadwick - Jeanine Pettibone St. Hubbins